# Tereza Kerndlová

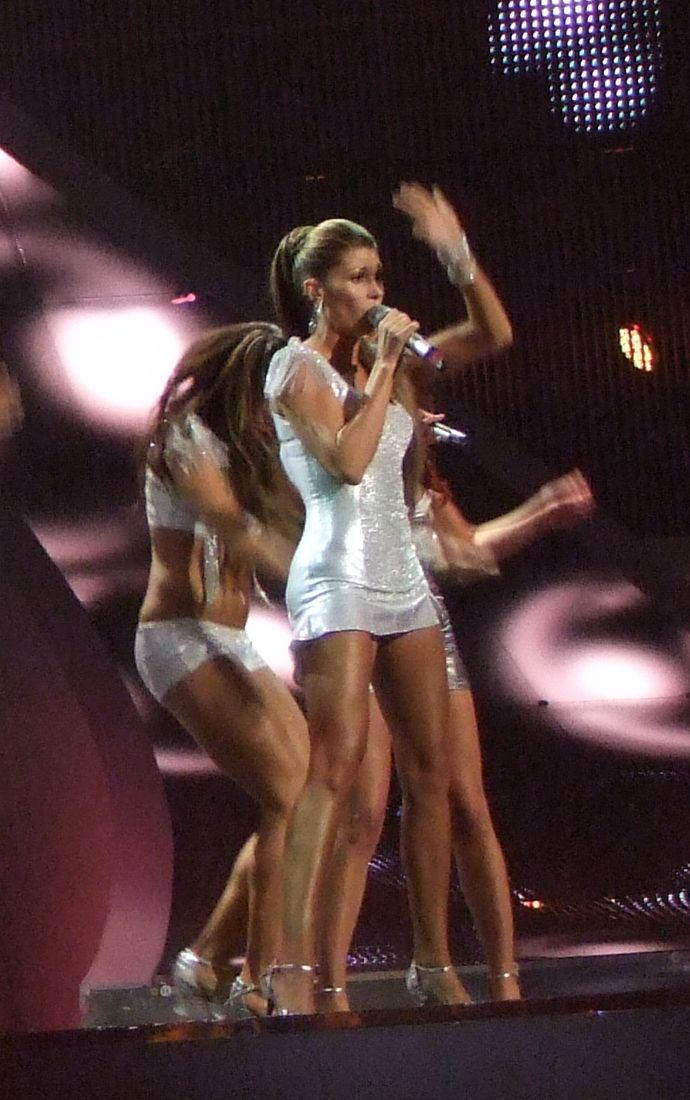
Tereza Kerndlová az Eurovíziós Dalfesztiválon 2008-ban Belgrádban

Tereza Kerndlová (Brno, 1986. október 16.–) cseh énekesnő.
Pályafutását 2001-ben kezdte, mikor tagja lett a Black Milk nevű együttesnek. 2005-ben az együttes felbomlása után kezdett szólókarrierbe. Első albuma Orchidej címmel jelent meg. A 2008-as Eurovíziós Dalfesztiválon Csehországot képviselte Have some fun című dalával, melyet Gordon Pogoda írt.

## Diszkográfia

### Stúdióalbumok
- Orchidej (2006)
- Have Some Fun (2007)
- Retro (2008)
- Schody z nebe (2011)
- Singles Collection (2013)